# 탄원하는 여인들 (에우리피데스)
《탄원하는 여인들》(고대 그리스어: Ἱκέτιδες, Hiketides)은 에우리피데스가 쓴 고대 그리스 비극 작품이다.

## 배경
오이디푸스가 테베를 떠난 이후, 그의 아들들은 권력 쟁투를 시작했다. 폴리네이케스는 형제인 에테오클레스를 치기 위해 테베를 포위했다. 폴리네이케스는 아르고스 왕 아드라스투스의 딸과 결혼을 했기 때문에, 아르고스의 군대를 자기편에 끌어들였다. 아르고스 군의 장군들은 테바이를 공격한 일곱 장수들이었다. 그러나 침략자들은 전투에서 패하고, 풀리네이케스와 에테오클레스 두 형제는 모두 죽게 된다. 크레온이 테베의 권력을 잡게 되었으며, 그는 침략자들을 매장하지 말라는 칙령을 내린다. 그러나 죽은 이의 어머니들은 이 칙령을 뒤집어 자신의 아들이 매장될 수 있도록 도울 수 있는 누군가를 찾게 된다.

## 등장 인물
- 아이트라 - 테세우스의 어머니
- 테세우스 - 아테나이 왕
- 아드라스토스 - 아르고스 왕
- 코러스 - 일곱 장수의 어머니들과 그 하녀들
- 테바이인들의 전령
- 사자(使者)
- 에우아드네 - 일곱 장수들 중의 한 명인 카파네우스의 아내
- 이피스 - 에우아드네의 연로한 아버지
- 아테나 - 지혜·전쟁·직물·요리·도기·문명의 여신

## 참고 문헌
- 에우리피데스, 천병희 역, 『에우리피데스 비극 전집 1』365~420쪽, 도서출판 숲, 2009.